# Luis Fernández Fernández-Madrid
Luis Fernández Fernández-Madrid (Santander (Cantàbria), 1921 - ?) fou un polític espanyol, governador civil d'Alacant i Sevilla durant la transició espanyola i senador en la II, III i IV legislatures.
Llicenciat en dret, ingressà al Cos Tècnic de l'Administració de l'Estat. Ha estat delegat del Ministeri d'Informació i Turisme a Cáceres, Saragossa, La Corunya i Barcelona i subdirector general de premsa. En juny de 1976 fou nomenat governador civil de la província d'Alacant. Deixà el càrrec el 6 d'agost de 1977 quan fou nomenat governador civil de la província de Sevilla. Durant el seu mandat es van produir tensions i enfrontaments al sector agrari amb el Sindicat d'Obrers del Camp (SOC) i la CNT. Va ocupar el càrrec fins a juliol de 1980. Va ingressar a Alianza Popular, amb la que fou candidat al Senat per Sevilla i fou escollit a les eleccions generals espanyoles de 1982, 1986 i 1989. Fou vocal de la Comissió de Defensa de 1982 a 1993 i vocal de la Diputació Permanent del Senat de 1989 a 1993. Fou un dels 53 senadors d'Alianza Popular que van presentar un recurs d'inconstitucionalitat sobre l'estatut de Castella i Lleó.